# 方塔園
方塔園位於上海市松江區的老城區中山東路南側。公園於1978年開始籌建，並於1981年初步建成，是在原興聖教寺的遺址上建立起來的。目前公園佔地172.73畝。

## 園內古物
- 方塔，為第四批全国重点文物保护单位。
- 砖刻照壁，建於明洪武三年（公元1370年），為第四批上海市文物保护单位[1][2]。
- 兰瑞堂，建于明代，为第八批上海市文物保护单位。
- 天妃宮，建于1884年，於1970年代末，從上海市河南路橋側移至園內，為第八批上海市文物保護單位。
- 陳化成祠，建于1898年，於1999年6月由松江區中山二路西塔弄底工業局技校移至園內，為第八批上海市文物保護單位。
- 望仙橋，建於南宋，為第八批上海市文物保护单位。
- 松江明代石像生，为松江区文物保护单位。

## 門票價格
單人12元/人，團體10元/人，導遊服務30元/小時，如要登上方塔，需另外購票，票價5元。

## 開放時間
- 5:30—17:30（5月至9月）
- 6:00—17:00（10月至次年4月）

公園在閉園前半個小時不再售票。

## 交通
自上海軌道交通9號線松江新城站下，坐松江公交22路方塔公園站下。